# Edy Hubacher
Edy Hubacher   (Berna i Urtenen, 15 d'abril de 1940) és un pilot de bob i atleta suís, ja retirat, que va competir durant les dècades de 1960 i 1970.
Hubacher començà practicant atletisme, destacant en el llançament de disc, llançament de pes, i decatló. Aconseguí 20 rècords nacionals i amb un llaçament de pes de 19,17 metres aconseguit el 1969 va poseir durant més de quaranta anys aquest rècord no oficial en una prova de decatló. El 1968 va prendre part en els Jocs Olímpics d'Estiu de Ciutat de Mèxic, on va disputar dues proves del programa d'atletisme, el llançament de disc i el llançament de pes. En ambdues quedà més enllà de la quinzena posició.
El 1970 canvià l'atletisme pel bobsleigh i el 1972, va participar en els Jocs Olímpics d'Hivern de Sapporo, on va disputar les dues proves del programa de bob. Guanyà la medalla d'or en la prova de bobs a quatre fent equip amb Werner Camichel, Jean Wicki i Hans Leutenegger; i la de bronze, fent parella amb Jean Wicki, en la de bobs a dos.

## Millors marques
- llançament de disc. 56.78 metres (1970)[1]
- llançament de pes. 19.34 metres (1970)[2]